# Necyria aurantiaca
Necyria aurantiaca är en fjärilsart som beskrevs av Adalbert Seitz 1917. Necyria aurantiaca ingår i släktet Necyria och familjen Riodinidae. Inga underarter finns listade i Catalogue of Life.